# Thugged Out: The Albulation
Thugged Out: The Albulation – debiutancki album amerykańskiego rapera Yukmoutha. Został wydany 3 listopada, 1998 roku nakładem wytwórni Rap-a-Lot Records. Zadebiutował na 8. miejscu notowania Top R&B/Hip-Hop Albums i 40. na Billboard 200. Na albumie gościnnie występują: Tha Dogg Pound, MC Ren, Outlawz, Scarface i inni.
Singlem promującym album był utwór "Still Ballin'" do którego powstał teledysk. Piosenka została zadedykowana zmarłemu raperowi o pseudonimie 2Pac.

## Lista utworów

### CD 1
| Nr | Tytuł                      | Goście                                       | Producent   | Czas |
| -- | -------------------------- | -------------------------------------------- | ----------- | ---- |
| 1  | "Godzilla"                 |                                              | Tone Capone | 3:43 |
| 2  | "Do Yo Thug Thang"         | Outlawz                                      | Mr. Lee     | 5:24 |
| 3  | "City of Dope"             |                                              | Mike Dean   | 5:23 |
| 4  | "Thugged Out"              | Tech N9ne, Madd Maxx, Phats Bossi & Poppa LQ | Mike Dean   | 5:24 |
| 5  | "Ridaz"                    | DMG & G Mone                                 | Don Juan    | 4:25 |
| 6  | "Stallion"                 | MC Ren & Tech N9ne                           | Don Juan    | 6:32 |
| 7  | "Father Like Son"          |                                              | Mr. Lee     | 4:36 |
| 8  | "Hater (Skit)"             |                                              |             | 1:30 |
| 9  | "U Love 2 Hate"            | Val Young                                    | Mike Dean   | 4:07 |
| 10 | "Ice Cream Man"            | 5th Ward Boyz & Fa Sho                       | Mike Dean   | 4:22 |
| 11 | "It's in My Blood Part II" | DMG                                          | Mike Dean   | 4:25 |
| 12 | "Still Ballin'"            |                                              | Mike Dean   | 4:53 |
| 13 | "Revelationz"              |                                              | Mike Dean   | 5:33 |
| 14 | "Rolex Rulez"              | Phats Bossi                                  | Don Juan    | 3:43 |

### CD 2
| Nr | Tytuł                 | Goście                                                   | Producent               | Czas |
| -- | --------------------- | -------------------------------------------------------- | ----------------------- | ---- |
| 1  | "Sad Millionaire"     | Phats Bossi & Big Lurch                                  | Mr. Lee                 | 4:24 |
| 2  | "The Ballers Feud"    | Kastro & Numskull                                        | Mike Dean               | 4:47 |
| 3  | "Pop da Collar"       | Fa Sho                                                   | Mr. Lee                 | 5:16 |
| 4  | "My Buddy"            | Numskull & Tha Dogg Pound                                | Mike Dean               | 4:50 |
| 5  | "Extortion"           | Phats Bossi                                              | Mr. Lee                 | 4:25 |
| 6  | "Menage a Trios"      | Tela                                                     | Mike Dean               | 5:02 |
| 7  | "Falling"             | Do or Die                                                | Mr. Lee                 | 5:08 |
| 8  | "Mackin' vs. Pimpin'" |                                                          | Mike Dean               | 3:17 |
| 9  | "Gangsta Bitch"       | Fa Sho                                                   | Mike Dean & Tone Capone | 4:38 |
| 10 | "Rap-a-Lot Mafia"     | 5th Ward Boyz, Facemob, Ghetto Twiinz, Geto Boys, Snypaz | Mike Dean & 88 Keys     | 6:32 |
| 11 | "Sacrifice My Life"   | Kuirshan                                                 | Mr. Lee                 | 4:32 |
| 12 | "Baller Mode"         |                                                          | Don Juan                | 4:51 |
| 13 | "Bumbell"             | Tech N9ne                                                | Mike Dean               | 4:55 |
| 14 | "Secret Indictment"   |                                                          | Mike Dean & Mr. Lee     | 4:14 |

## Notowania albumu
| Notowania (1999)                      | Najwyższa pozycja |
| ------------------------------------- | ----------------- |
| U.S. Billboard 200                    | 40                |
| U.S. Billboard Top R&B/Hip-Hop Albums | 8                 |